# ガイア・ロマニーニ
ガイア・ロマニーニ（Gaia Romanini, 1923年11月27日 - 1990年12月28日）は、イタリアの衣裳デザイナー、美術デザイナーである。ガイア・ロッセッティ・ロマニーニ（Gaia Rossetti Romanini）、ガイア・ロマニーニ・ロッセッティ（Gaia Romanini Rossetti）、ガイア・ロッセッティ（Gaia Rossetti）ともクレジットされた。

## 来歴・人物
1923年（大正12年）11月27日、トスカーナ州シエーナ県キウージに生まれる。
1951年（昭和26年）に公開されたジョルジョ・パスティーナ監督の映画 Cameriera bella presenza offresi... （日本未公開）で、衣裳デザイナーとしてクレジットされたのが、もっとも古い記録である。1950年代には、マリオ・マットリやカミッロ・マストロチンクェ、ジョルジオ・シモネッリの監督作を多く手がけた。
1960年（昭和35年）、ピエトロ・フランチーシ監督の『シラクサの包囲』を手がけ、同監督のソード&サンダルと呼ばれる剣戟映画の衣裳を多く手がけた。それと平行して、ディーノ・リージ監督の『おとこやもめ』（1959年）やオムニバス『おとぼけ紳士録』（1965年）といったイタリア式コメディや、ヴァレリオ・ズルリーニ監督の『鞄を持った女』（1961年）や『家族日誌』（1962年）等の現代劇の衣裳を手がける。マルコ・ヴィカリオ監督の『黄金の七人』（1965年）やパスクァーレ・フェスタ・カンパニーレ監督の『女性上位時代』（1968年）等で、ロッサナ・ポデスタやカトリーヌ・スパークら女優の早替わりする衣裳のデザインに印象を残す。
1981年（昭和56年）に発表されたパスクァーレ・フェスタ・カンパニーレ監督の『完璧な人などいない』に衣裳デザイナーとしてクレジットされて以降の作品歴が見当たらない。
1990年（平成2年）12月28日、ラツィオ州ローマ県ローマで死去した。満67歳没。

## フィルモグラフィ
一部を除きインターネット・ムービー・データベースに掲載された一覧である。

### 1950年代
- Cameriera bella presenza offresi... : 監督ジョルジョ・パスティーナ、1951年 - 衣裳デザイナー
- 『外人部隊』 Legione straniera : 監督バジリオ・フランキーナ、1952年 - 衣裳デザイナー助手
- 『クレオパトラと二晩』 Due notti con Cleopatra, 英語題 Two Nights with Cleopatra : 監督マリオ・マットリ、1953年 - 衣裳デザイナー
- 『嵐』 Bufere : 監督グイド・ブリニョーネ、1953年 - 衣裳部
- 『トト、平和を探る』 Totò cerca pace : 監督マリオ・マットリ、1954年 - 衣裳デザイナー
- 『狂人たちの医師』 Il medico dei pazzi : 監督マリオ・マットリ、1954年 - 衣裳デザイナー
- 『ローマの女』 La romana, 英語題 Woman of Rome : 監督ルイジ・ザンパ、1954年 - 衣裳デザイナー
- 『地獄のトト』 Totò all'inferno : 監督カミッロ・マストロチンクェ、1955年 - 衣裳デザイナー
- 『カヴァレリア・ルスティカーナ』 Cavalleria rusticana : 監督カルミネ・ガローネ、1955年 - 衣裳デザイナー
- Siamo uomini o caporali? : 監督カミッロ・マストロチンクェ、1956年 - 衣裳デザイナー
- 『ピオヴァローロ行き』 Destinazione Piovarolo : 監督ドメニコ・パオレッラ、1956年 - 衣裳デザイナー
- Moglie e buoi : 監督レオナルド・デ・ミトリ、1956年 - 衣裳デザイナー
- 『十八歳たち』 Le diciottenni, 英語題 Eighteen Year Olds : 監督マリオ・マットリ、1956年 - 衣裳デザイナー
- 『失われたものゝ伝説』 Legend of the Lost : 監督ヘンリー・ハザウェイ、1957年 - 衣裳デザイナー
- 『三月生れ』 Nata di marzo : 監督アントニオ・ピエトランジェリ、1958年 - 衣裳デザイナー
- 『サン・ピエトロ広場の娘たち』 La ragazza di piazza San Pietro : 監督ピエロ・コスタ、1958年 - 衣裳デザイナー
- 『水兵と女と災難』 Marinai, donne e guai : 監督ジョルジオ・シモネッリ、1958年 - 衣裳デザイナー
- 『風の中の葦』 Canne al vento : 監督マリオ・ランディ、テレビ映画、1958年 - 衣裳デザイナー
- 『不実だが美しい女たち』 Perfide ma belle : 監督ジョルジオ・シモネッリ、1959年 - 衣裳デザイナー
- 『おとこやもめ』 Il vedovo : 監督ディーノ・リージ、1959年 - 衣裳デザイナー
- 『サブリナの美しすぎる脚』 Le bellissime gambe di Sabrina : 監督カミッロ・マストロチンクェ、1959年 - 衣裳デザイナー

### 1960年代
- 『シラクサの包囲』 L'assedio di Siracusa : 監督ピエトロ・フランチーシ、1960年 - 衣裳デザイナー
- 『われら二人は脱獄囚』 Noi siamo due evasi : 監督ジョルジオ・シモネッリ、1960年 - 衣裳デザイナー
- 『スパルタの若獅子』 Saffo, venere di Lesbo : 監督ピエトロ・フランチーシ、1960年 - 衣裳デザイナー
- 『アマゾンの女王』 La regina delle Amazzoni, 英語題 Colossus and the Amazon Queen : 監督ヴィットリオ・サーラ、1960年 - 衣裳デザイナー
- Pugni, pupe e marinai : 監督ダニエレ・ダンツァ、1961年 - 衣裳デザイナー
- 『鞄を持った女』 La ragazza con la valigia, 英語題 Girl with a Suitcase : 監督ヴァレリオ・ズルリーニ、1961年 - 衣裳デザイナー・衣裳部
- 『難破船』 Il relitto, 英語題 The Wastrel : 監督ミハリス・カコヤニス、1961年 - 衣裳デザイナー
- 『世界最強の男マチステ』 Maciste, l'uomo più forte del mondo : 監督アントニオ・レオンヴィオラ、1961年 - 衣裳デザイナー
- 『家族日誌』 Cronaca familiare, 英語題 Family Diary : 監督ヴァレリオ・ズルリーニ、1962年 - 衣裳デザイナー
- 『ヘラクレス対サムソン』 Ercole sfida Sansone : 監督ピエトロ・フランチーシ、1963年 - 衣裳デザイナー
- 『おとぼけ紳士録』 I complessi : 監督ディーノ・リージ / フランコ・ロッシ / ルイジ・フィリッポ・ダミーコ、オムニバス、1965年 - 衣裳デザイナー（Una giornata decisivaおよびIl complesso della schiava nubiana篇）
- 『黄金の七人』 Sette uomini d'oro : 監督マルコ・ヴィカリオ、1965年 - 衣裳デザイナー
- 『続・黄金の七人/レインボー作戦』 Il grande colpo dei sette uomini d'oro : 監督マルコ・ヴィカリオ、1965年 - 衣裳デザイナー
- 『077/地獄の挑戦状』 Missione speciale Lady Chaplin : 監督アルベルト・デ・マルティーノ、1966年 - 衣裳デザイナー
- 『スター・パイロット』 2+5: Missione Hydra, 英語題 Star Pilot : 監督ピエトロ・フランチーシ、1966年 - 衣裳デザイナー
- 『復讐のジャンゴ・岩山の決闘』 Django spara per primo : 監督アルベルト・デ・マルティーノ、1966年 - 衣裳デザイナー
- 『アルデンヌの戦い』 Dalle Ardenne all'inferno, 英語題 Dirty Heroes : 監督アルベルト・デ・マルティーノ、1967年 - 衣裳デザイナー・衣裳部、「ガイア・ロッセッティ・ロマニーニ」名義
- 『一本のバラはみんなのもの』 Una rosa per tutti : 監督フランコ・ロッシ、1967年 - 衣裳デザイナー
- 『超人アーゴマン』 Come rubare la corona d'Inghilterra : 監督テレンス・ハサウェイ（セルジオ・グリエコ）、1967年 - 衣裳デザイナー
- 『ドクター・コネリー/キッドブラザー作戦』 OK Connery, 英語題 Operation Kid Brother : 監督アルベルト・デ・マルティーノ、1967年 - 衣裳デザイナー
- 『主人公たち』 I protagonisti, 英語題 The Protagonists : 監督マルチェッロ・フォンダート、1968年 - 衣裳デザイナー、「ガイア・ロマニーニ・ロッセッティ」名義
- 『デボラの甘い肉体』 Il dolce corpo di Deborah, 英語題 The Sweet Body of Deborah : 監督ロモロ・グェッリエーリ、1968年 - 衣裳デザイナー
- Straziami, ma di baci saziami : 監督ディーノ・リージ、1968年 - 衣裳デザイナー、「ガイア・ロッセッティ」名義
- 『女性上位時代』 La matriarca : 監督パスクァーレ・フェスタ・カンパニーレ、1968年 - 衣裳デザイナー[3][4]
- 『飽きることのない女たち』 Femmine insaziabili : 監督アルベルト・デ・マルティーノ、1969年 - 衣裳デザイナー、「ガイア・ロマニーニ・ロッセッティ」名義
- 『ガラガラ蛇の夜』 La notte dei serpenti : 監督ジュリオ・ペトローニ、1969年 - 衣裳デザイナー、「ガイア・ロッセッティ・ロマニーニ」名義
- 『テニスクラブ殺人事件』 Delitto al circolo del tennis : 監督フランコ・ロッセッティ、1969年 - 衣裳デザイナー

### 1970年代
- 『復讐無頼・狼たちの荒野』 Tepepa : 監督ジュリオ・ペトローニ、1970年 - 衣裳デザイナー
- 『復讐者チャックモール』 Ciakmull - L'uomo della vendetta : 監督、1970年 - 衣裳デザイナー
- 『最後の反逆者』 The Last Rebel : 監督デニス・マッコイ、1971年 - 衣裳デザイナー
- 『渡り鳥』 L'uccello migratore : 監督ステーノ、1972年 - 衣裳デザイナー
- 『裸の牝馬』 Una cavalla tutta nuda : 監督フランコ・ロッセッティ、1972年 - 美術デザイナー・衣裳デザイナー
- 『裂けた鉤十字/ローマの最も長い一日』 Rappresaglia, 英語題 Massacre in Rome : 監督ジョルジ・パン・コスマトス、1973年 - 衣裳部
- Colpo in canna : 監督フェルナンド・ディ・レオ、1975年 - 衣裳デザイナー
- 『私の大好きな運動』 Quel movimento che mi piace tanto : 監督フランコ・ロッセッティ、1976年 - 美術デザイナー・衣裳デザイナー、「ガイア・ロマニーニ・ロッセッティ」名義

### 1980年代
- 『スキャンドール』 La cicala : 監督アルベルト・ラットゥアーダ、1980年 - 衣裳デザイナー
- 『完璧な人などいない』 Nessuno è perfetto : 監督パスクァーレ・フェスタ・カンパニーレ、1981年 - 衣裳デザイナー、「ガイア・ロマニーニ・ロッセッティ」名義

## 註
1. 1 2 3 4 5 6 7 8 9 10 11  Gaia Romanini, インターネット・ムービー・データベース （英語）, 2011年2月28日閲覧。
2. ↑  Gaia Romanini, allmovie （英語）, 2011年2月28日閲覧。
3. 1 2  『女性上位時代』（DVD）、パッケージ記述。
4. ↑  『女性上位時代』（DVD）のパッケージ、表面には Costume di Gaia Romanini （正しくは cotumi 、表記ママ）と記述され、裏面には「衣装 : ガイア・モゲリーニ」（正しくは衣裳、表記ママ）と記述されている。裏面は美術のフラヴィオ・モゲリーニとの混同による記載ミス。

## 関連事項
- イタリア式コメディ
- ソード&サンダル
- ジョルジ・パン・コスマトス （en:George P. Cosmatos）
- ジョルジョ・パスティーナ （it:Giorgio Pàstina）
- マリオ・マットリ （en:Mario Mattoli）
- グイド・ブリニョーネ （en:Guido Brignone）
- バジリオ・フランキーナ （Basilio Franchina）
- カミッロ・マストロチンクェ （en:Camillo Mastrocinque）
- カルミネ・ガローネ （en:Carmine Gallone）
- ドメニコ・パオレッラ （it:Domenico Paolella）
- レオナルド・デ・ミトリ （it:Leonardo De Mitri）
- ピエロ・コスタ （it:Piero Costa）
- ジョルジオ・シモネッリ （it:Giorgio Simonelli）
- マリオ・ランディ （it:Mario Landi）
- ピエトロ・フランチーシ （en:Pietro Francisci）
- ヴィットリオ・サーラ （it:Vittorio Sala）
- ダニエレ・ダンツァ （it:Daniele D'Anza）
- ミハリス・カコヤニス （en:Mihalis Kakogiannis）
- アントニオ・レオンヴィオラ （it:Antonio Leonviola）
- アルベルト・デ・マルティーノ （en:Alberto De Martino）
- セルジオ・グリエコ （en:Sergio Grieco）
- ロモロ・グェッリエーリ （en:Romolo Guerrieri）
- ジュリオ・ペトローニ （it:Giulio Petroni）
- フランコ・ロッセッティ （it:Franco Rossetti）
- エンツォ・バルボーニ （en:Enzo Barboni）
- デニス・マッコイ （Denys McCoy）
- フェルナンド・ディ・レオ （en:Fernando Di Leo）